# Ladislav Vycpálek
Ladislav Vycpálek (23. února 1882 Praha – 9. ledna 1969 tamtéž) byl český hudební skladatel.

## Život
Pocházel z rodiny, která se po generace zabývala hudbou. Jeho strýc, Josef Vycpálek, byl významným sběratelem lidových písní a bratranec, Vratislav Vycpálek, se stal rovněž hudebním skladatelem. Od čtyř let hrál na housle a na klavír. Maturoval na gymnáziu na Vinohradech a poté studoval na Filozofické fakultě Karlovy Univerzity češtinu a němčinu. To mu poskytlo i znalost literatury pro volbu vynikajících textů, které zhudebňoval, ale i pro vlastní literární tvorbu. Jeho texty byly zhudebněny nejen jím samým, ale i takovými skladateli, jako byli Vítězslav Novák nebo Josef Suk starší. Studia na Filozofické fakultě ukončil dizertační prací "Apokryfy o mladosti Mariině a Ježíšově v literatuře české, zvláště staročeské".
Stal se odborným pracovníkem Univerzitní knihovny a vedle svého zaměstnání studoval soukromě skladbu u Vítězslava Nováka. V době svého působení v knihovně vybudoval její Hudební oddělení a až do roku 1942 jej vedl. Vedle toho dál provozoval hudbu prakticky. Jako violista účinkoval v několika komorních souborech a samozřejmě pilně komponoval. Jeho prvními veřejně provedenými skladbami byly Dvě písně v roce 1909. Věnoval se i organizační činnosti. Od roku 1924 byl členem České akademie věd a umění. Od roku 1930 byl členem poradního sboru Národního divadla. Byl také vedoucím hudebního odboru Umělecké besedy. Když byla činnost Besedy v padesátých letech komunistickým režimem utlumována, snažil se všemožně o její přežití. Likvidaci Umělecké besedy v roce 1960 se mu však zabránit nepodařilo.
Pohřben je v Praze na Vyšehradském hřbitově.

## Ocenění
- 1952 Státní cena
- 1957 titul zasloužilý umělec
- 1967 titul národní umělec

## Dílo (výběr)

### Orchestrální skladby
- Dívka z Lochroyanu Melodram podle staré skotské balady pro vypravěče a orchestr op. 2 (1907)
- Vzhůru srdce (Sursum corda). Variace na husitský chorál op. 30 (1950)

### Komorní skladby
- Smyčcový kvartet C-dur op. 3 (1909)
- Chvála houslí (Sonáta D-dur ve formě variací pro housle, klavír a mezosoprán op. 19 (1928)
- Duo pro housle a violu op. 20 (1929)
- Suita pro sólovou violu op. 21 (1929)
- Suita pro sólové housle op. 22 (1930)
- Sonatina pro housle a klavír op. 26 (1947)
- Con moto pro housle a klavír (1965)

### Klavírní skladby
- Cestou op. 9 (1911–1914)
- Doma: Nenáročná suita o nenáročné rodině op. 38 (1959)

### Písně
- Tichá usmíření op. 1 (1908–1909)
- Světla v temnotách op. 4 (na slova Antonína Sovy, 1910)
- Tuchy a vidiny op. 5 (slova Alfred Mombert, 1910–1911)
- Slavnosti života op. 8 (slova Richard Dehmel, 1912–1913)
- Z Moravy op. 11a (1910–1914)
- Moravské balady op. 12 (1915)
- Vojna op. 13 (1915)
- V boží dlani op. 14 (slova Valerij Brjusov v překladu Petra Křičky, 1916)
- Probuzení op. 17 (slova Karel Toman, 1926)
- Na rozloučenou op. 25 (1945)

### Kantáty
- Kantáta o posledních věcech člověka op. 16 (1920–1922)
- Blahoslavený ten člověk op. 23 (na slova Knihy žalmů, věnováno Tomáši Garrigue Masarykovi, 1933)
- České requiem: Smrt a spasení op. 24 (1940)

### Sbory
- Tři smíšené sbory op. 6 (slova Otokar Březina, Richard Dehmel a Johann Wolfgang von Goethe,1911–1912)
- Sirotek op. 11 (pro smíšený sbor a soubor viol a violoncell, 1914)
- Čtyři mužské sbory op. 7 (slova Otokar Březina, Otakar Theer a Richard Dehmel)
- Tuláci pro mužský sbor a dechový soubor op. 10 (slova Karel Toman, 1914)
- Tři sbory op. 11b (1915)
- Dva sbory op. 15 (slova Pablo Neruda, 1918);
- In Memoriam (5. III. 1924) ,p. 18 (slova Jaroslav Vrchlický, Michelangelo Buonarroti a Otakar Theer, 1925);
- Z českého domova op. 29 (1949)
- Z hlubokosti op. 31 (1950)
- Červenec op. 32 (slova Karel Toman, 1951)
- Září op. 33 (slova Karel Toman, 1951)
- Marná Láska op. 34 (1954)
- Dva dvojzpěvy op. 35 (1956)
- Svatý Lukáš, Maléř Boží op. 36 (1956)
- Bezručův hlas op. 37 (1958)